# John Tippetts
John Tippetts (Dursley 1622 – 1692) è stato un ingegnere britannico, che tra il 1672 e il 1692 ricoprì la carica di Surveyor of the Navy, la posizione più alta nella progettazione e costruzione navale britannica.

## Biografia

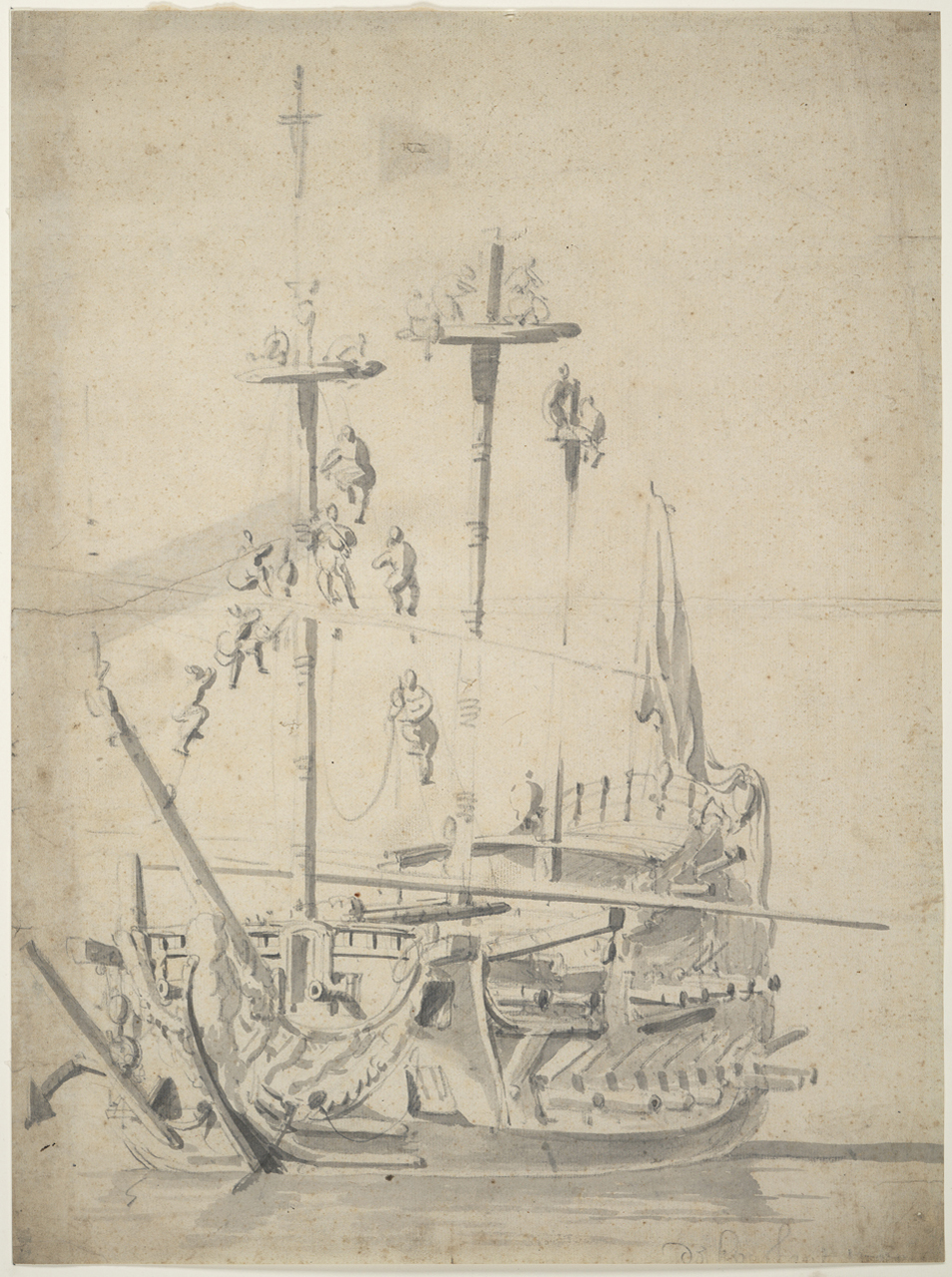
La fregata HMS Constant Warwick.

Nacque a Dursley, nel Gloucestershire nel 1622, figlio di Richard Tippetts (1600–1663). Probabilmente lavorò come apprendista falegname navale a Bristol, anche se non si conosce molto dei primi anni della sua attività. Nel 1645 diventa assistente maestro d'ascia al cantiere navale di Portsmouth. Viene registrato per la prima volta come impiegato della Royal Navy il 20 aprile 1650. Intorno al 1656 si sposò con Margaret Stephens, sorella di Anthony Stephens, cassiere del tesoriere della Marina, e la coppia ebbe cinque figlie e un figlio.
Sempre in quell'anno fu promosso alla carica di maestro d'ascia. Nel 1658 supervisionò con successo la costruzione di un doppio molo a Portsmouth, in grado di contenere due vascelli di terzo rango. Tra il 1659 e il 1660 ricoprì la carica di sindaco di Portsmouth. Nel 1661, mentre era maestro d'ascia dei Royal Docks a Portsmouth, ricevette l'ordine reale di costruire uno dei due previsti vascelli di secondo rango. Nel 1662, in seguito al suo sostegno al fallito tentativo di Sir Arthur Haselrig di ristabilire il potere del Parlamento immediatamente prima della Restaurazione, fu privato dei diritti civili come persona di cui non ci si poteva fidare. Nel 1664 fu varato il vascello da 76 cannoni Royal Oak, da lui progettato, e nel febbraio 1668 fu nominato Commissario della Marina residente presso il cantiere navale di Portsmouth, un ruolo di supervisione dei miglioramenti e delle riparazioni del porto e di intermediario tra l'Ammiragliato e i maestri d'ascia. Nel 1668 e ammesso al Consiglio della Marina. Nel 1669 fu varato il vascello di secondo rango da 90 cannoni St Michael, la sua più grande realizzazione.
Il 5 settembre 1672 fu nominato Surveyor of the Navy, annotato nel diario di Samuel Pepys, che gli aveva procurato l'incarico. Nel 1675 viene nominato cavaliere in riconoscimento del suo contributo alla costruzione navale, e nel 1688 viene riconfermato Surveyor of the Navy restando in carica fino alla sua morte.
Si spense nel 1692 e il suo testamento fu sottoposto a verifica il 28 luglio dello stesso anno. La sua posizione presso l'Ammiragliato fu poi ricoperta da Edmund Dummer che era stato apprendista maestro d'ascia sotto di lui a Portsmouth.

### Attività progettuale
Durante la sua carriera fu responsabile della costruzione e della progettazione delle seguenti navi:
- Martin, da 14 cannoni.
- Sussex, vascello da 40 cannoni.
- Bristol, vascello da 48 cannoni.
- Marigold (1653), hoy
- Lyme, vascello da 52 cannoni.
- Dartmouth, corvetta da 22 cannoni.
- Chestnut, ketch da 8 cannoni.
- Wakefield, nave da 20 cannoni.
- Monck, vascello da 52 cannoni.
- Royal Oak, vascello da 76 cannoni.[4]
- Portsmouth, ketch da 10 cannoni.

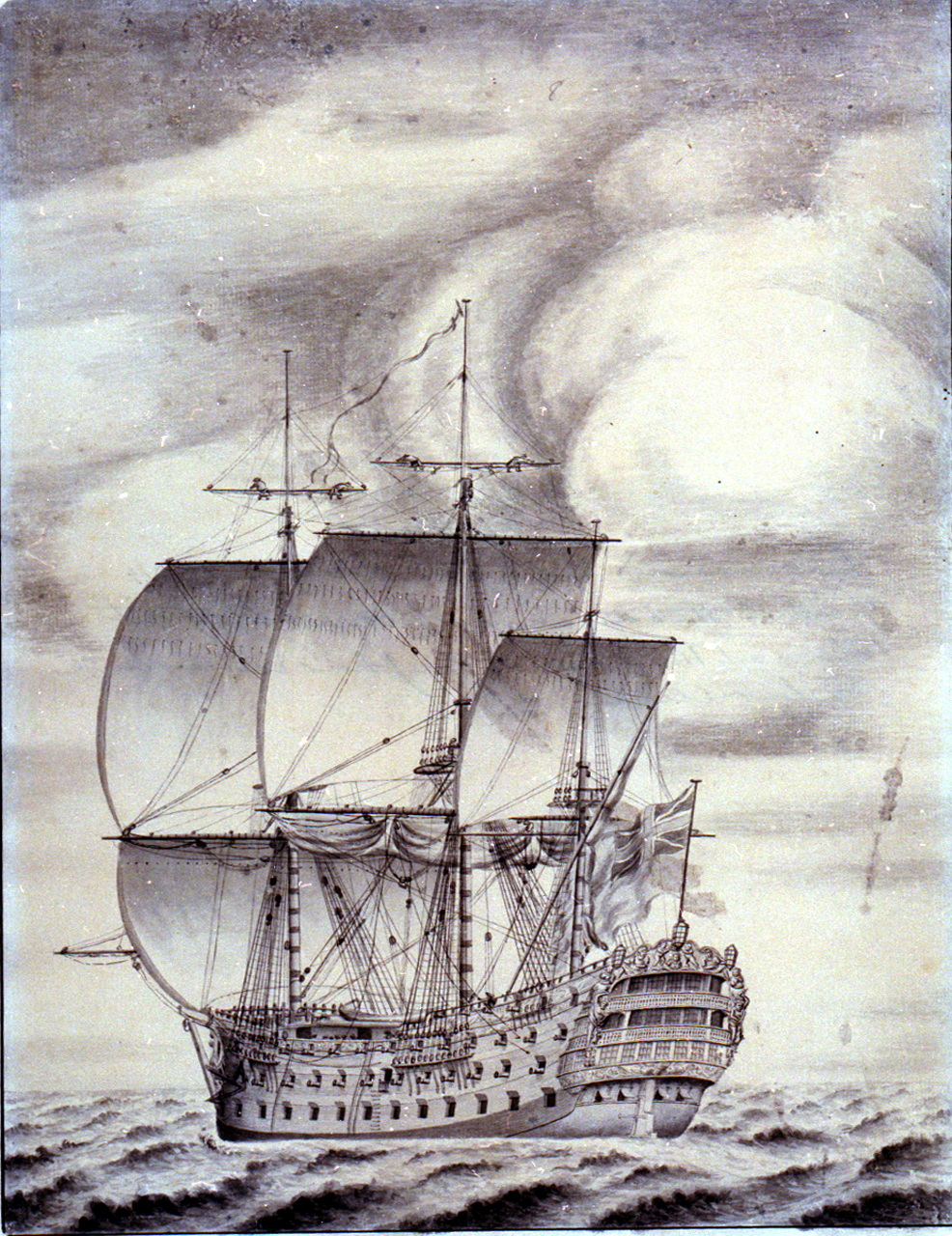
Il vascello da 90 cannoni HMS St Michael.

- Constant Warwick (1666), fregata da 34 cannoni.
- Portsmouth, ketch da 4 cannoni.
- St Michael, vascello da 90 cannoni, successivamente rinominato Marlborough.
- Disegno del Chichester completato da Edmund Dummer e varato nel 1695.

### Fonti
1. 1 2 3 4 5  Threedecks.
2. 1 2 3 4 5 6 7 8 9 10  Science Museum.
3. 1 2  Duffy 2018, p. 95.
4. ↑   British Second Rate ship of the line 'Royal Oak' (1664), su threedecks.org. URL consultato il 25 ottobre 2022.